# はじめてのやのあきこ
『はじめてのやのあきこ』は、矢野顕子の26枚目のアルバム。2006年3月8日発売。発売元はヤマハミュージックコミュニケーションズ。

## 概要
2006年に30周年を迎えた矢野顕子の入門アルバムとして、ピアノ弾き語りによるセルフカバー・アルバム。井上陽水、忌野清志郎、上原ひろみ、小田和正、槇原敬之、YUKI（五十音順）が参加。井上陽水との共作・書き下ろし新曲「架空の星座」を収録。

## ディスクジャケット
ジャケットは前作「ホントのきもち」に続き、アートディレクターの菊地敦己によるデザイン。

## タイアップ
本アルバム収録の「ひとつだけ」は、2012年公開の映画『しあわせのパン』（三島有紀子監督）の主題歌に採用された。

## 補足事項
YUKIの所属レーベルの関係から、iTunes Store配信版には「ごはんができたよ」が収録されていない。

## 収録曲
1. 自転車でおいで with 槇原敬之（作詞：糸井重里、作曲：矢野顕子）
  - 原曲はアルバム『GRANOLA』(1987年)に収録。
2. 中央線 with 小田和正（作詞・作曲：MIYA）
  - THE BOOMの曲のカバー。
  - アルバム『SUPER FOLK SONG』(1992年)では、矢野がピアノ弾き語りで演奏。
3. PRESTO（作詞・作曲：矢野顕子、岸田繁）
  - 先行発売シングル盤とは別バージョン。
4. ごはんができたよ with YUKI（作詞・作曲：矢野顕子）
  - 原曲はアルバム『ごはんができたよ』(1980年)に収録。歌詞が一部異なる。
5. 架空の星座（作詞：井上陽水、作曲：矢野顕子）
  - 本アルバム唯一の新曲。
6. ひとつだけ with 忌野清志郎（作詞・作曲：矢野顕子）
  - 原曲はアルバム『ごはんができたよ』(1980年)に収録。歌詞が一部異なる。
  - アルバム『矢野顕子、忌野清志郎を歌う』に、同一の音源がリマスタリングの上再収録された。
7. そこのアイロンに告ぐ with 上原ひろみ（作詞・作曲：矢野顕子）
  - ボーカルで参加している他のアーティストと異なり、上原はピアノでの参加。
  - 原曲はアルバム『峠のわが家』(1986年)に収録。